# Narayangarh
Narayangarh là một thị xã và là một nagar panchayat của quận Mandsaur thuộc bang Madhya Pradesh, Ấn Độ.

## Địa lý
Narayangarh có vị trí 24°17′B 75°03′Đ / 24,28°B 75,05°Đ Nó có độ cao trung bình là 434 mét (1423 feet).

## Nhân khẩu
Theo điều tra dân số năm 2001 của Ấn Độ, Narayangarh có dân số 10.079 người. Phái nam chiếm 51% tổng số dân và phái nữ chiếm 49%. Narayangarh có tỷ lệ 69% biết đọc biết viết, cao hơn tỷ lệ trung bình toàn quốc là 59,5%: tỷ lệ cho phái nam là 80%, và tỷ lệ cho phái nữ là 58%. Tại Narayangarh, 13% dân số nhỏ hơn 6 tuổi.